# Megan Schutt
Megan Schutt (* 15. Januar 1993 in Adelaide, Australien) ist eine australische Cricketspielerin, die seit 2009 für die australische Nationalmannschaft spielt.

## Kindheit und Ausbildung
Schutt wuchs in Adelaide auf und besuchte dort die Hackham West Primary School und die Wirreanda High School. Mit 11 Jahren begann sie Cricket zu spielen und wurde durch den Flinders University Cricket Club entdeckt. Daraufhin durchlief sie das Jugend-System von South Australia. Mit 16 gab sie dann ihr Debüt in deren ersten Mannschaft.

## Aktive Karriere

### Anfänge in der Nationalmannschaft
Ihr Debüt in der Nationalmannschaft gab sie im WODI- und WTWenty20-Cricket bei der Tour gegen Neuseeland im Dezember 2012. Daraufhin wurde sie für den Women’s Cricket World Cup 2013 in Indien nominiert. Hier konnte sie gegen Neuseeland 3 Wickets für 40 Runs und gegen die West Indies 3 Wickets für 50 Runs erreichen. Da sie außerdem in vier weiteren Spielen jeweils zwei Wickets erzielte, war sie mit insgesamt 15 Wickets die erfolgreichste Bowlerin des Turniers. Dies etablierte sie im Team und so spielte sie im August 2013 ihren ersten WTest in England.
Im November 2014 erzielte sie im dritten ODI gegen die West Indies 4 Wickets für 18 Runs. Bei der Tour in England im Sommer 2015 konnte sie zunächst im ersten ODI 4 Wickets für 47 Runs erreichen, bevor ihr im WTest 4 Wickets für 26 Runs gelangen. Beim ICC Women’s World Twenty20 2018 konnte sie gegen Irland 3 Wickets für 29 Runs erreichen und wurde dafür als Spielerin des Spiels ausgezeichnet. Im Sommer 2017 reiste sie mit dem Team nach England, um dort den Women’s Cricket World Cup 2017 auszuspielen. Ihre beste Leistung dort waren 3 Wickets für 40 Runs gegen Neuseeland. Bei der Ashes-Serie 2017/18 konnte sie in den WODIs zwei Mal 4 Wickets erzielen (4/26 und 4/44) und in den WTwenty20s ein Mal (4/22).

### An der Weltspitze
Im März 2018 bei einem Drei-Nationen-Turnier im WTwenty20-Cricket erreichte sie gegen Indien und England jeweils einmal 3 Wickets (3/31 und 3/14). Gegen Indien erzielte sie dabei einen Hattrick und wurde als Spielerin des Turniers ausgezeichnet. Zu Beginn der Saison 2018/19 erreichte sie in der WODI-Serie gegen Pakistan (3/17) und in der WTwenty20-Serie gegen Neuseeland jeweils 3 Wickets (3/15) und wurde dafür jeweils auch als Spielerin des Spiels ausgezeichnet. Beim ICC Women’s World Twenty20 2018 erreichte sie 3 Wickets für 12 Runs gegen Neuseeland und war mit insgesamt 10 Wickets zusammen mit Ashleigh Gardner und Deandra Dottin beste Bowlerin des Turniers. Nachdem sie in einem WTWenty20 im Sommer 2019 in England einmal 3 Wickets erzielte (3/25), konnte sie im September in den West Indies je einmal 3 Wickets in der WODI- (3/24) und WTwenty20-Serie (3/31) erreichen.
Beim ICC Women’s T20 World Cup 2020 konnte sie zunächst in der Vorrunde gegen Bangladesch 3 Wickets für 21 Runs und gegen Neuseeland 3 Wickets für 28 Runs erreichen. Nachdem sie im Finale 4 Wickets für 18 Runs beim Sieg gegen Indien erreicht hatte, war sie erneut mit 13 Wickets beste Bowlerin des Turniers. In einem WTWenty20 gegen Neuseeland im September 2020 erzielte sie 4 Wickets für 23 Runs. Ebenfalls 4 Wickets (4/32) gelangen ihr bei der WODI-Serie in Neuseeland im April 2021 und sie wurde dafür als Spielerin des Spiels ausgezeichnet. Der Women’s Cricket World Cup 2022 verlief weniger erfolgreich für sie. Ihre beste Leistung konnte sie im Finale gegen England zeigen, als sie beim Sieg 2 Wickets für 42 Runs beisteuerte. Bei den Commonwealth Games 2022 gelangen ihr im Halbfinale gegen Neuseeland 3 Wickets für 20 Runs.

## Privates
Im April 2019 heiratete sie ihre Lebenspartnerin, mit der sie zusammen ein Kind hat.